# Mark Hamill
Mark Richard Hamill (Concord, Califòrnia, 25 de setembre de 1951), és un actor de cinema, televisió i veu nord-americà conegut principalment per interpretar el paper de Luke Skywalker en la trilogia original i en les seqüeles de Star Wars, dirigides per George Lucas. També és conegut per personatges d'actuació de veu, com ara el Joker en diferents lliuraments de Batman, el Follet Verd de Spiderman: La sèrie animada, el Senyor del Foc Ozai a Avatar: la llegenda d'Aang, i Zombie Chanuka en Futurama.

## Biografia
Hamill va néixer a Califòrnia, i va créixer a Virgínia, Nova York i el Japó. El seu pare era capità de l'Armada dels Estats Units. Té dos germans, Will i Patrick, i quatre germanes, Terry, Jan, Jeanie, i Kim. La seva mare era d'ascendència sueca. Des de la seva infantesa, a causa de la carrera del seu pare, la família es va traslladar en nombroses ocasions, i Hamill posteriorment va anar a diferents escoles. En els seus anys de primària, va anar a la Walsingham Academy i a Poe Middle School. Als 11 anys, es va traslladar al 5900 de Castleton Drive a San Diego (Califòrnia), on va estudiar a la Hali Junior High School. Durant el seu primer any en la James Madison High School, la seva família es va mudar a Virgínia, on va anar a l'Annandale High School. En el seu primer any, el seu pare estava destinat al Japó, on Hamill va anar i es va graduar per la Nile C. Kinnick High School a la base naval de Yokosuka i va ser membre del Club de Drama. Més tard es va matricular a Los Angeles City College i es va especialitzar en drama.

### Inicis
En els seus inicis, Hamill va posar la veu a Corey Anders, personatge de la sèrie animada Jeannie de Hanna-Barbera Productions. També va interpretar a David, en l'episodi pilot d' Eight Is Enough, encara que el paper més tard el va fer Grant Goodeve. A més, va actuar en sèries de televisió com The Texas Wheeler, Hawaii Five-O, Hospital General, The Partridge Family, i One Day at a Time. Una de les seves primeres pel·lícules va ser el telefilm, The City.

### Star Wars

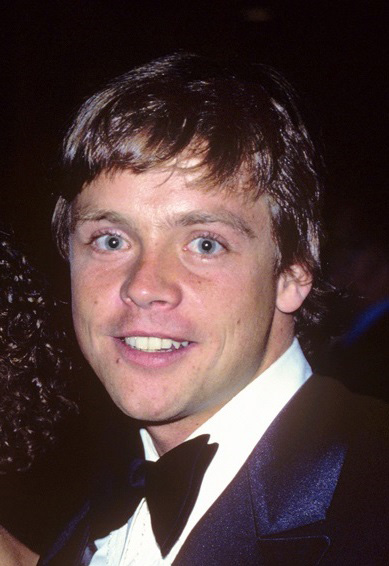
Hamill en la premier de Star Wars: Episode IV - A New Hope en 1978

La seva veritable fama va venir amb la seva actuació en La Guerra de les Galàxies amb el paper de l'heroi Luke Skywalker. Després de l'enorme èxit de la pel·lícula de George Lucas, va ser contractat per actuar en les seqüeles, però va tenir un accident de cotxe en el qual gairebé mor, deixant-li una cicatriu en la cara, per la qual cosa en L'Imperi Contraataca (1980) es va haver de canviar part del guió. Va filmar també El retorn del Jedi (1983), pel·lícula en la qual va deixar el paper de Luke Skywalker. Ha actuat en representacions de Broadway, tornant a filmar el 1989 amb George Lucas. Un altre moment estel·lar va ser amb l'episodi dels Simpson titulat Mayored to the Mob on Homer treu a Mark (amb l'abillament de Star Wars) i a l'alcalde Joe Quimby d'un embolic. El 2015, Mark Hamill torna a la saga de Star Wars en el rodatge de  Star Wars: Episode VII - The Force Awakens on reprèn el seu paper de Luke Skywalker, 30 anys després de Star Wars: Episode VI - Return of the Jedi.

### The Joker
El 1992 va realitzar una audició a la Warner Bros. per interpretar a The Joker en Batman: la sèrie animada per a televisió. Va continuar treballant simultanejant sèries com la Lliga de la Justícia i Les noves aventures de Batman, també en pel·lícules com Batman: la màscara del fantasma i Batman Beyond: Return of the Joker. El 2009 torna a interpretar al dolent, aquesta vegada en el videojoc Batman: Arkham Asylum realitzat per Rocksteady i dos de les seves seqüeles Batman: Arkham City  i l'últim joc de la saga Batman: Arkham Knight. La seva última actuació com The Joker va ser en la pel·lícula animada Batman: The Killing Joke  el 2016, adaptació oficial del còmic del mateix nom realitzat per DC Comics.

### Altres treballs

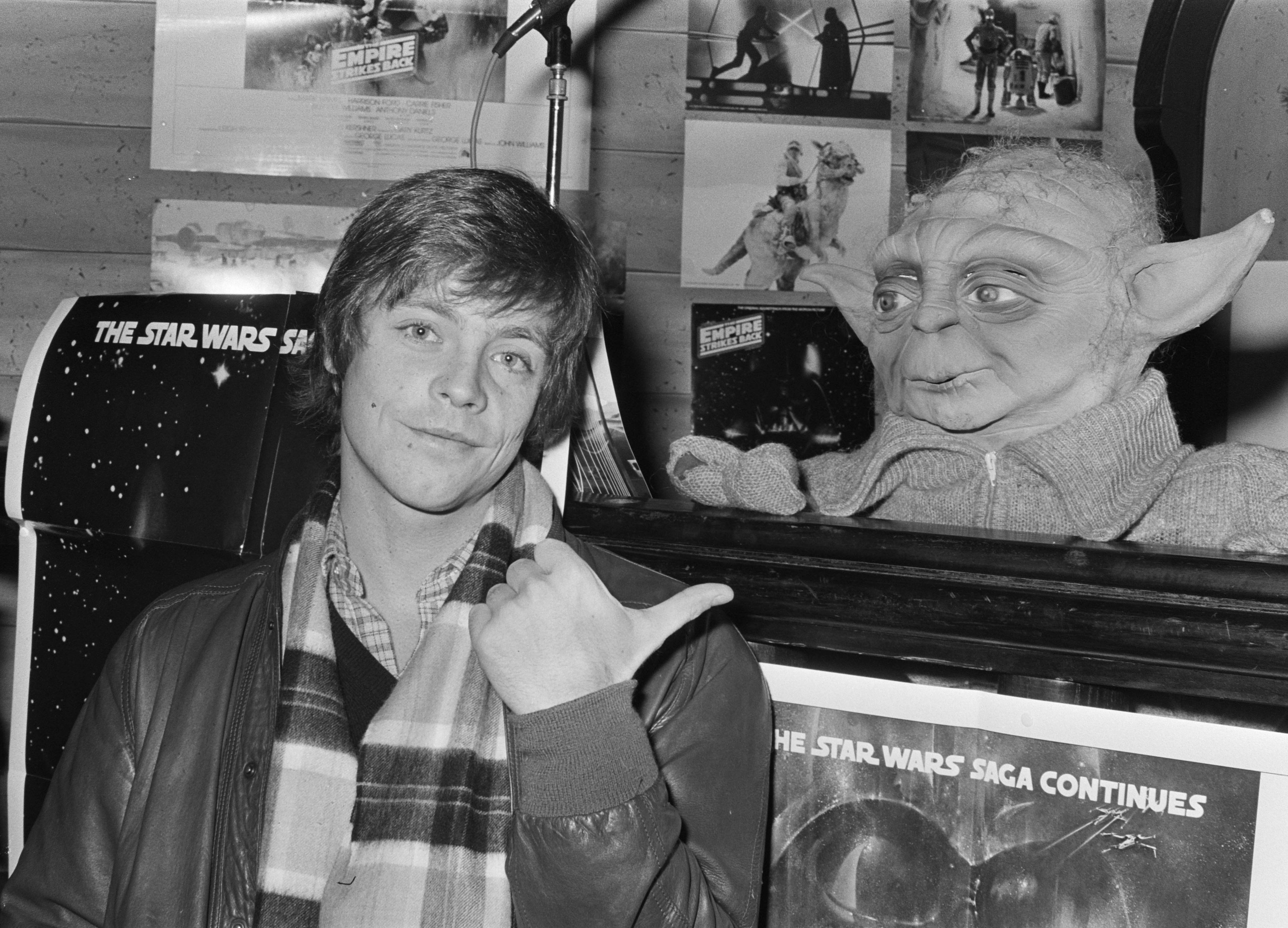
Mark Hamill cap a 1980 a Amsterdam.

Després de l'èxit de Star Wars, Hamill es va trobar que el públic l'identificava molt estretament amb el paper de Luke Skywalker. Ell va tractar d'evitar l'encasellament en aparèixer en Corvette Summer (1978) i en la pel·lícula basada en la Segona Guerra Mundial, Un roig divisió de xoc  (1980). També va fer una aparició especial en The Muppet Show com ell mateix. C-3PO i R2-D2 estaven al costat d'ell en la cerca de Chewbacca en aquest episodi. La dècada dels 80 avançava, i, Hamill va fer pocs treballs fora de Star Wars. Va actuar a Broadway, protagonitzant a l'home elefant, Harrigan 'N Hart (per la qual va rebre una nominació al premi Drama Desk), The Nerd, i altres obres de teatre, per la qual va rebre crítiques positives.

### Actualitat
El 2001 va fer un cameo en una escena de la pel·lícula Jay i Bob el silenciós contraataquen del director Kevin Smith, escena en la qual es parodia la trilogia en la qual l'actor va tenir tant d'èxit. A més va participar en la sèrie The Flash de la cadena televisiva The CW com "The Trickster". El 29 d'abril de 2014, mitjançant una imatge revelant el cast del Despertar de la Força es va confirmar la participació de Hamill com Luke Skywalker en Star Wars: Episodi VII - El Despertar de la Força, setena pel·lícula de la saga Star Wars, que va ser dirigida per J.J. Abrams i estrenada el 18 de desembre de 2015.

## Filmografia

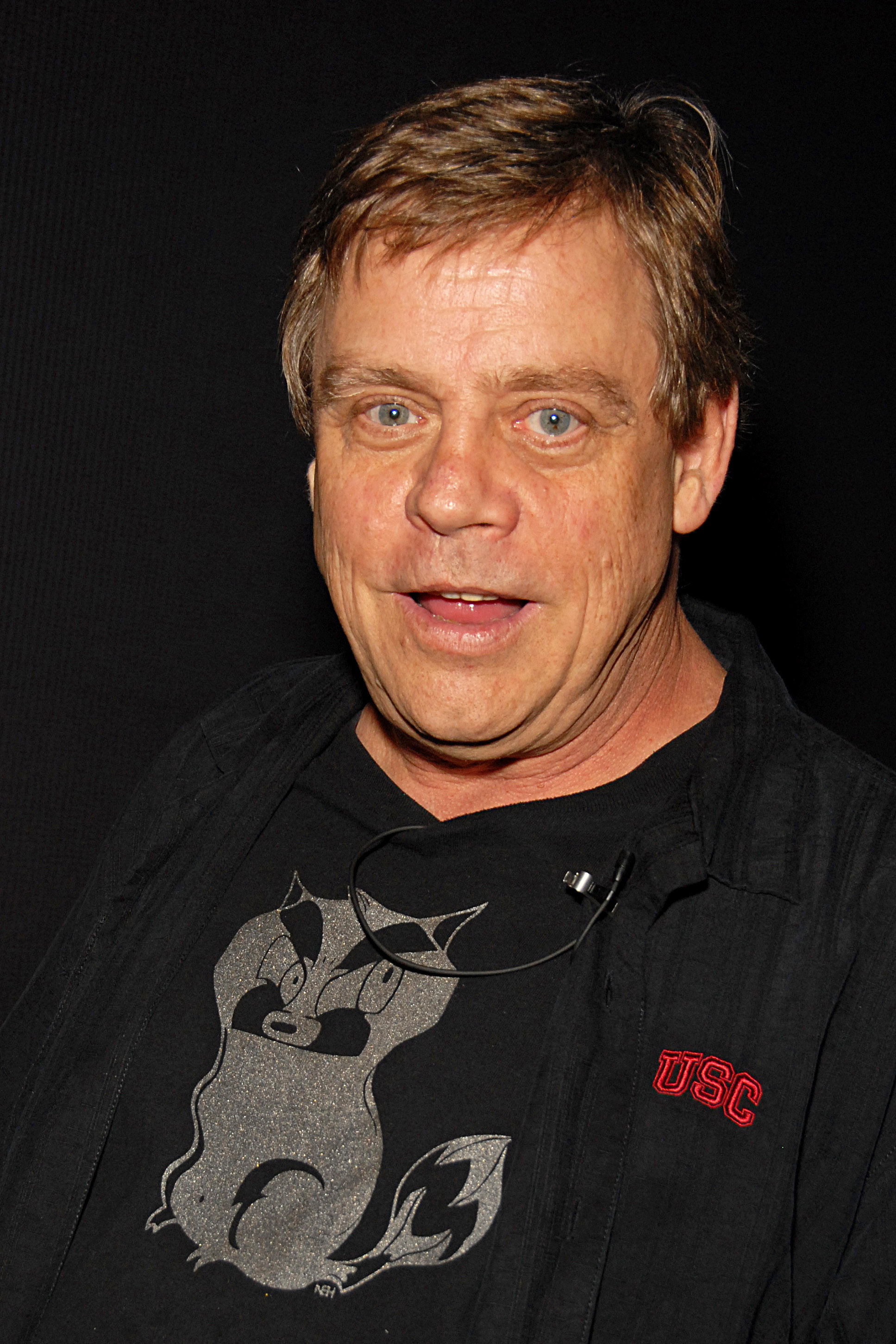
Mark Hamill el 2010.

| Any  | Pel·lícula                                                                                   | Personatge                    |
| ---- | -------------------------------------------------------------------------------------------- | ----------------------------- |
| 1977 | Star Wars episodi IV: Una nova esperança                                                     | Luke Skywalker                |
| 1977 | Wizards                                                                                      | Sean                          |
| 1978 | Corvette Summer                                                                              | Kenneth W. Dantley Jr.        |
| 1979 | Sam Fuller and the Big Red One                                                               | Ell mateix                    |
| 1980 | Star Wars episodi V: L'Imperi contraataca (The Empire Strikes Back)                          | Luke Skywalker                |
| 1980 | Un Rojo: Divisió de Xoc                                                                      | Soldat ras Griff              |
| 1981 | The Night the Lights Went Out in George                                                      | Conrad                        |
| 1982 | Britannia Hospital                                                                           | Red                           |
| 1983 | Star Wars episodi VI: El retorn del Jedi (Return of the Jedi)                                | Luke Skywalker                |
| 1984 | Nausicaä de la Vall del Vent                                                                 | Governant de Pejite           |
| 1986 | El castell al cel                                                                            | Muska                         |
| 1989 | Slipstream                                                                                   | Will Tasker                   |
| 1989 | Fall of the Eagles                                                                           | Peter Froehlich               |
| 1989 | The Little Mermaid                                                                           |                               |
| 1990 | Midnight Ride                                                                                | Justin Mckay                  |
| 1991 | The Guyver                                                                                   | Max Reed                      |
| 1991 | Black Magic Woman                                                                            | Brad Travis                   |
| 1992 | Sleepwalkers                                                                                 | Tinent Jennings               |
| 1993 | Time Runner                                                                                  | Michael Raynor                |
| 1993 | Batman: la màscara del fantasma                                                              | The Joker (Veu)               |
| 1994 | Silk Degrees                                                                                 | Johnson                       |
| 1994 | The Raffle                                                                                   | Bernard Wallace               |
| 1995 | Village of the Damned                                                                        | Reverend George               |
| 1996 | The Incredible Hulk                                                                          | Gargoyle / Tong-Zing          |
| 1997 | Laserhawk                                                                                    | Bob Sheridan                  |
| 1997 | Quan s'esgoti el temps                                                                       | Bill Thermot                  |
| 1997 | The Batman Superman Movie: World's Finest                                                    | The Joker (Veu)               |
| 1998 | Hamilton                                                                                     | Mike Hawkins                  |
| 1998 | Watchers Reborn                                                                              | Murphy                        |
| 1998 | Scooby-Doo on Zombie Island                                                                  | Snakebite Scruggs             |
| 1998 | The Simpsons                                                                                 | Ell Mateix (Veu)              |
| 1999 | Gen¹³                                                                                        | Threshold (Veu)               |
| 1999 | Wing Commander                                                                               | Merlin                        |
| 1999 | Walking Across Egypt                                                                         | Lamar N. Benfield             |
| 2000 | Sinbad: Beyond the Veil of Mists                                                             | Capità de la guàrdia          |
| 2000 | Scooby-Doo and the Alien Invaders                                                            | Steve                         |
| 2000 | Joseph: King of Dreams                                                                       | Judah                         |
| 2000 | Batman Beyond: Return of the Joker                                                           | The Joker (Veu)               |
| 2001 | Thank You, Good Night                                                                        | Karl                          |
| 2001 | Jay and Silent Bob Strike Back                                                               | Cocknocker                    |
| 2001 | Dia de la Terra (Earth Day)                                                                  | Dr. Bob (Veu)                 |
| 2002 | Balto II: Wolf Quest                                                                         | Niju (Veu)                    |
| 2003 | Aero-Troopers: The Nemeclous Crusade                                                         | vell Joshua (Veu)             |
| 2003 | Reeseville                                                                                   | Zeek Oakman                   |
| 2004 | Comic Book: The Movie                                                                        | Donald Swan                   |
| 2005 | Repetition                                                                                   | Ell mateix                    |
| 2005 | Thru the Moebius Strip                                                                       | Simon Weir (Veu)              |
| 2006 | Look, Up in the Sky: The Amazing Story of Superman                                           | Ell mateix                    |
| 2006 | Ultimate Avengers 2                                                                          | Dr. Oiler (Veu)               |
| 2006 | Tom and Jerry: Shiver Me Whisker                                                             | The Skull (Veu)               |
| 2006 | KND: Els Nois del Barri: Operació: C.I.RO                                                    | Barba Enganxosa (Veu)         |
| 2006 | Robotech: The Shadow Chronicles                                                              | Comandant Darryl Taylor (Veu) |
| 2007 | Battle for Terra                                                                             | Elder Orin                    |
| 2007 | Futurama: Bender's Big Score                                                                 | Chanukah Zombie (Veu)         |
| 2009 | Afro Samurai: Resurrection                                                                   | Bin                           |
| 2014 | Kingsman: The Secret Service                                                                 | Professor James Arnold        |
| 2015 | Regular Show: The Movie                                                                      | Skips                         |
| 2015 | Star Wars episodi VII: El despertar de la força (Star Wars: Episode VII - The Force Awakens) | Luke Skywalker                |
| 2016 | Batman: The Killing Joke                                                                     | The Joker (Veu)               |
| 2017 | Star Wars: Episodi VIII                                                                      | Luke Skywalker                |
| 2019 | Star Wars: Episodi IX                                                                        | Luke Skywalker                |

### Televisió
| Anys           | Sèrie                            | Personatge                                                |
| -------------- | -------------------------------- | --------------------------------------------------------- |
| 1990 - 1991    | The Flash                        | James Jesse/The Trickster                                 |
| 1992 - 1995    | Batman: la sèrie animada         | The Joker                                                 |
| 1995 - 1999    | Mina i el comte                  | El Comte (Veu)                                            |
| 1994 - 1998    | Spider-Man: La Sèrie Animada     | Hobgoblin                                                 |
| 2001 - 2004    | Lliga de la Justícia Il·limitada | Joker, Solomon Grundy, The Trickster                      |
| 2006 - present | Metalocalypse                    | (veu del Senador Stampingston, Jean-Pierre, Mr. Selatcia) |
| 2006 - 2008    | Avatar: L'últim mestre de l'aire | Senyor del Foc Ozai (Veu)                                 |
| 2010 - present | Regular Show                     | Skips (Veu)                                               |
| 2008 - 2014    | Star Wars: The Clone Wars        | Darth Bane (Veu)                                          |
| 2013           | Criminal Minds (Ments Criminals) | Replicator                                                |
| 2015           | The Flash                        | James Jesse / The Trickster. (2 Episodis)                 |